# Crepuscular

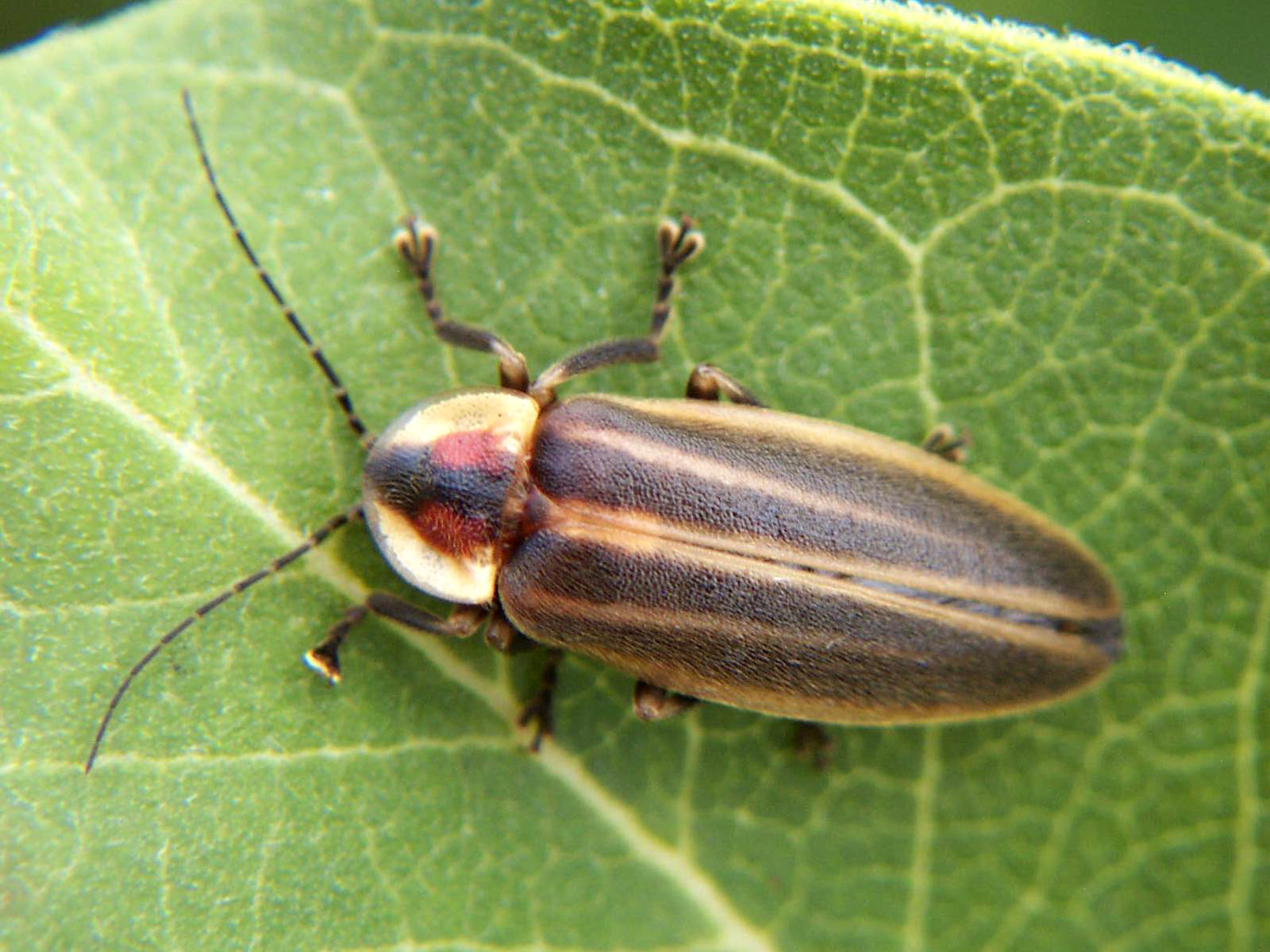
Vaga-lume adulto – um besouro crepuscular
Photuris lucicrescens

Crepuscular é um termo usado para descrever animais que são primariamente ativos durante o crepúsculo, ou seja, no amanhecer e no anoitecer. A palavra é derivada do Latim crepusculum, que significa "crepúsculo". Crepuscular está então em contraste com os comportamentos diurno e noturno. Animais crepusculares podem também ser ativos em uma noite de lua clara. Muitos animais que são casualmente descritos como noturnos são na verdade crepusculares. Dentro da definição de crepuscular estão os termos matutino (ou "matinal") e vespertino, denotando espécies ativas no amanhecer e anoitecer, respectivamente.
Pandas eram considerados nesta categoria: crepuscular, no entanto, Zhang Jindong descobriu que pandas podem pertencer a uma categoria própria.